# Rómulo-Gallegos-Preis
Der Rómulo-Gallegos-Preis (span. Premio Internacional de Novela Rómulo Gallegos, Internationaler Rómulo-Gallegos-Roman-Preis, kurz Premio Rómulo Gallegos) ist ein im Andenken an den venezolanischen Romancier und Politiker Rómulo Gallegos vergebener Literaturpreis. Ausgezeichnet werden Romane in spanischer Sprache mit dem deklarierten Ziel, "das Werk des herausragenden Schriftstellers fortzusetzen und zu ehren sowie die schöpferische Tätigkeit spanischsprachiger Schriftsteller zu fördern."
Mit einem Preisgeld von 100.000 USD (Stand 2025) zählt der alle zwei Jahre von der venezolanischen Regierung in Form der Fundación Centro de Estudios Latinoamericanos Rómulo Gallegos (CELARG) vergebene Preis zu den angesehensten Auszeichnungen für Literatur der spanischsprachigen Welt. Der Preis wurde zum ersten Mal 1967 und bis 1987 alle fünf Jahre vergeben, von da an im Zweijahres-Rhythmus (mit Ausnahme des Intervalls zwischen 2015 und 2020).
Der erste Preisträger war Mario Vargas Llosa, die erste weibliche Preisträgerin 1997 Ángeles Mastretta und der erste nicht-lateinamerikanische Preisträger 1995 Javier Marías.

## Preisträger
| Ausgabe | Jahr | Titel                                                                   | Autor                  | Land        |            |
| ------- | ---- | ----------------------------------------------------------------------- | ---------------------- | ----------- | ---------- |
| I       | 1967 | La casa verde (Das grüne Haus)                                          | Mario Vargas Llosa     | Peru        |            |
| II      | 1972 | Cien años de soledad                                                    | Gabriel García Márquez | Kolumbien   |            |
| III     | 1977 | Terra nostra                                                            | Carlos Fuentes         | Mexiko      |            |
| IV      | 1982 | Palinuro de México (Palinurus von Mexico)                               | Fernando del Paso      | Mexiko      |            |
| V       | 1987 | Los perros del paraíso (Die Hunde des Paradieses)                       | Abel Posse             | Argentinien |            |
| VI      | 1989 | La casa de las dos palmas (Das Haus der zwei Palmen)                    | Manuel Mejía Vallejo   | Kolumbien   |            |
| VII     | 1991 | La visita en el tiempo (Der rechtzeitige Besuch)                        | Arturo Uslar Pietri    | Venezuela   |            |
| VIII    | 1993 | Santo oficio de la memoria (Heiliges Amt der Erinnerung)                | Mempo Giardinelli      | Argentinien |            |
| IX      | 1995 | Mañana en la batalla piensa en mí (Morgen in der Schlacht denk an mich) | Javier Marías          | Spanien     |            |
| X       | 1997 | Mal de amores (Emilia)                                                  | Ángeles Mastretta      | Mexiko      |            |
| XI      | 1999 | Los detectives salvajes (Die wilden Detektive)                          | Roberto Bolaño         | Chile       |            |
| XII     | 2001 | El viaje vertical (Die vertikale Reise)                                 | Enrique Vila-Matas     | Spanien     |            |
| XIII    | 2003 | El desbarrancadero (Die Felswand)                                       | Fernando Vallejo       | Kolumbien   |            |
| XIV     | 2005 | El vano ayer (Das eitle Gestern)                                        | Isaac Rosa             | Spanien     |            |
| XV      | 2007 | El tren pasa primero (Der Zug fährt zuerst)                             | Elena Poniatowska      | Mexiko      |            |
| XVI     | 2009 | El país de la canela (Das Zimt-Land)                                    | William Ospina         | Kolumbien   |            |
| XVII    | 2011 | Blanco nocturno (Ins Weiße zielen)                                      | Ricardo Piglia         | Argentinien |            |
| XVIII   | 2013 | Simone                                                                  | Eduardo Lalo           | Puerto Rico |            |
| XIX     | 2015 | Tríptico de la infamia (Triptychon der Infamie)                         | Pablo Montoya          | Kolumbien   |            |
| –       | 2017 | Ausgesetzt                                                              | Ausgesetzt             | Ausgesetzt  | Ausgesetzt |
| XX      | 2020 | El país del diablo (Das Teufelsland)                                    | Perla Suez             | Argentinien |            |
| XXI     | 2025 | El simulacro de los espejos                                             | Vicente Battista       | Argentinien |            |